# Arthrolips oblonga
Arthrolips oblonga is een keversoort uit de familie molmkogeltjes (Corylophidae). De wetenschappelijke naam van de soort werd in 1893 gepubliceerd door Thomas Broun.